# John Dickinson (Erfinder)

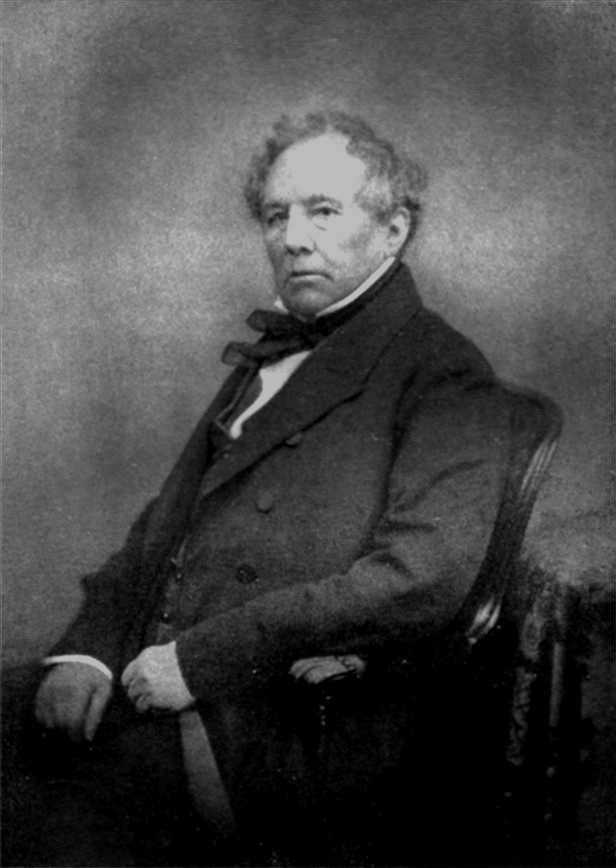
John Dickinson, Papiermaschinenerfinder

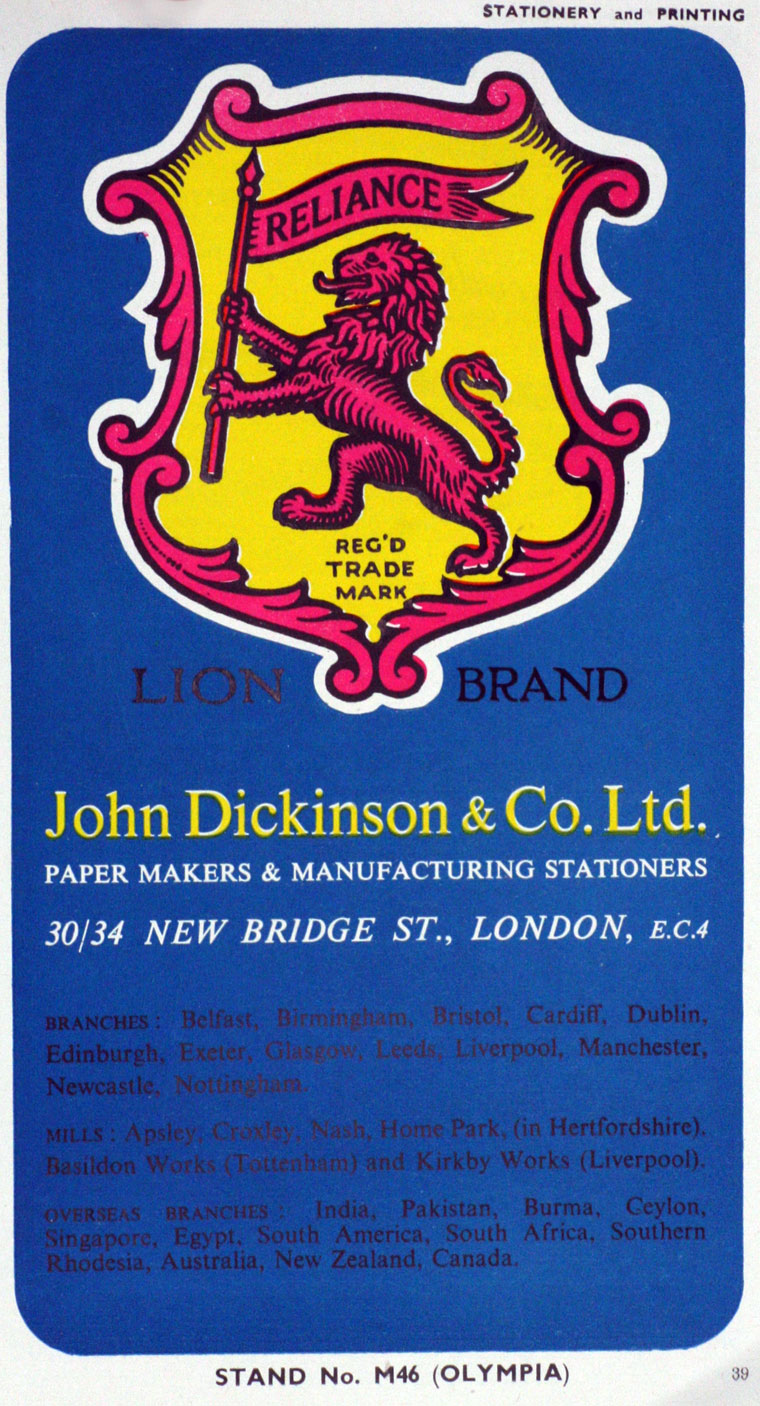
Werbeanzeige von John Dickinson & Co. mit ihrem Firmenlogo „Lion Brand“

John Dickinson (* 29. März 1782; † 11. Januar 1869) war der Erfinder einer Rundsiebpapiermaschine, die eine kontinuierliche mechanische Papierherstellung ermöglichte. Er gründete außerdem die Papiermühlen in Apsley und Nash Mills in England, die sich später zur John Dickinson & Co. Limited entwickelten. 

## Lebenslauf
John Dickinson war der älteste Sohn von Captain Thomas Dickinson, der bei der Royal Navy war, und seiner Frau Frances. Thomas Dickinson war Leiter der Kampfmitteltransporte in Woolwich. Frances Dickinson war die Tochter eines französischen Seidenwebers in Spitalfields.
Im Alter von 15 begann John Dickinson eine siebenjährige Ausbildung als Schreibwarenhändler zusammen mit den Herren Harrison und Richardson in London. Er bekam 1804 seine Zulassung und begann in einer Schreibwarenhandlung in London zu arbeiten.
Seine Erfindernatur hatte er schon bewiesen, als er ein neues Papier für Geschützpatronen erfand. Es verschmorte nicht, nachdem die Kanone abgefeuert worden war. Dieses war vorher häufig die Ursache von unbeabsichtigten Explosionen bei der Artillerie gewesen. Seine Erfindung wurde von der Armee angenommen und soll in den Schlachten gegen Napoleon von großem Wert gewesen sein.
In einem Zeitalter der technischen Innovationen waren schon Versuche gemacht worden, eine Maschine zu bauen, die kontinuierlich Papier herstellen konnte, um die bisherigen Handarbeitstechniken abzulösen, besonders die Fourdriniermaschine des Franzosen Henry Fourdrinier und seinem Bruder Sealy.
Dickinson ließ seinen eigenen Entwurf 1809 patentieren. Im selben Jahr fand er finanzielle Unterstützung bei dem britischen Parlamentarier George Longman (1776–1822). Dickinson war so in der Lage, eine frühere Kornmühle in Apsley, Hertfordshire zu kaufen, die von dem Vorbesitzer, einem Mann namens John Stafford, bereits zur Papierfabrikation umgebaut worden war. Der Verkäufer war einer von Dickinsons Lieferanten. Dickinson baute seine eigene Maschine in die Mühle ein.
Nach diesen Anfängen entwickelte sich sein Unternehmen einer der größten Papier- und Schreibwarenfabrikanten der Welt, der John Dickinson & Co. Ltd.
Er erbaute 1836 für sich ein neues Haus im Osten von Nash Mills, wobei er sein eigener Architekt war. Von ihm Abbots Hill genannt, lag es auf einem Hügel, von dem aus er auf seine Mühlen im Tal schauen konnte.

## Der Papierherstellungsprozess nach Dickinson
Die Maschine besteht aus einem perforierten Metallzylinder mit einem eng anliegenden Sieb aus feinem Drahtgewebe, der in einem Bottich mit Holzfaserstoff rotiert.
Das Wasser aus dem Bottich wird durch die Achse des Zylinders abgeführt, und die Fasern des Holzbreis bleiben auf der Oberfläche des Siebes haften.
Eine endlose Bahn aus Filz passiert die Gautschenrolle, die auf dem Zylinder liegt, und zieht die Lage aus Faserstoff ab, die nach dem Trocknen zu Papier wird.